# Amyntas (król Galacji)
Amyntas (gr.: Ἀμύντας, Amýntas) (zm. 25 p.n.e.) – tetrarcha Trokmów w latach 40/39-36 p.n.e., król Galacji od 36 p.n.e. do swej śmierci. Syn Dyitalosa i zięć Dejotara I Filoromajosa, króla Galacji. 
Amyntas na początku swej kariery pełnił funkcję sekretarza Dejotara, króla Galacji. Poślubił także jego nieznaną z imienia córkę. Marek Juniusz Brutus będąc w Azji Mniejszej, czynił przygotowania do wojny z triumwirami w 42 roku Pozyskał tam króla Dejotara. Ten wyznaczył na dowódcę swej armii Amyntasa, bowiem sam był w podeszłym wieku. W czasie przerwy podczas bitwy pod Filippi Amyntas oraz Raskypor zdezerterowali i przeszli na stronę Oktawiana i Marka Antoniusza, dzięki czemu Dejotar zachował tron po klęsce Brutusa.
Po śmierci teścia Dejotara tron Galacji został przyznany przez triumwirów Kastorowi, wnukowi zmarłego króla. Otrzymał on także Paflagonię i Małą Armenię. Amyntas natomiast został tetrarchą Trokmów, jednego z trzech tradycyjnych „ludów” galackich (z ośrodkiem w Tawium) na wschodzie. W 36 roku, prawdopodobnie po śmierci Kastora, Marek Antoniusz przyznał królestwo Galacji Amyntasowi, pomijając Dejotara II Filadelfa, syna Kastora. Ofiarował mu także Pizydię.
Amyntas nie odwdzięczył się swojemu dobroczyńcy. Opuścił stronnictwo Antoniusza przed bitwą pod Akcjum w 31 roku Przeszedł na stronę Oktawiana, przyszłego cesarza rzymskiego. Ten pozwolił mu zachować władzę w Galacji oraz ofiarował mu dodatkowe terytoria. Amyntas otrzymał wówczas leżącą na południu kilka okręgów Pamfilii oraz Likaonię (Strabon napisał, że otrzymał on te terytoria od Marka Antoniusza, co jest pomyłką). Oktawian pozwolił mu prowadzić działania wojenne na leżące w Izaurii księstwa Derbeę i Larandę, celem aneksji do swego państwa. Amyntas po wypędzeniu tyrana Derbei Antypatra Derbetesa, na krótko przed jego śmiercią, zajął jego ziemie. Uzyskał także dostęp do Morza Śródziemnego, dzięki otrzymaniu od Oktawiana przybrzeżnej Cylicji Trachejskiej, poza okręgiem wokół Olby, odebranej Ptolemeuszowi Filadelfowi, synowi królowej egipskiej Kleopatry VII i Antoniusza. Głównym źródłem bogactwa Galacji była hodowla zwierząt. Amyntas czerpał część swych dochodów z 300 stad.
W 25 roku Amyntas walczył z nieujarzmionymi plemionami z Likaonii, w tym z głównym plemieniem Homonadensów. Zabił księcia tego plemienia. Wdowa po nim postanawiając pomścić śmierć męża, postawiła pułąpkę na Amyntasa. Ten wpadając w nią, został zabity. Galacja została przekształcona od razu w prowincję rzymską Galację. Kraj był słabo zurbanizowany (z wyjątkiem Pizydii). Galacja odgrywałą ważną rolę strategiczną, bowiem stanowiła połączenie między Azją Mniejszą a Syrią. Rzymianie przejmowali w ten sposób kontrolę nad terytoriami z północy na południe (Galacja właściwa, Frygia Wschodnia (lub Paroreja), Pizydia i Pamfilia), a na południowym wschodzie także Likaonię i część Izaurii. W 20 roku Likaonia i Cylicja Trachejska zostały przekazane Archelaosowi I Filopatrisowi Ktistesowi Soterowi, królowi Kapadocji. Aneksja Galacji nie rozwiązała jednak problemów, zwłaszcza rozbojów w Likaonii.
Amyntas był ojcem Artemidorosa z Trokmów, arystokraty galackiego. Ten z żoną nieznanego imienia miał syna Gajusza Juliusza Sewera (ur. ok. 25), arystokratę z Akmonii w Galacji. Ten z kolei był ojcem Gajusza Juliusza Bassusa, prokonsula Bitynii w 98 roku i Gajusza Juliusza Sewera, trybuna w Legionie VI Ferrata. Innymi potomkami Amyntasa byli Pylajmenes i Albioryks z I wieku n.e. Ci wszyscy po aneksji Galacji do Rzymu zachowali znaczne majątki ziemskie.